# Wegberger Mühle
Die Wegberger Mühle war eine Wassermühle mit einem unterschlächtigen Wasserrad.

## Geographie
Die Wegberger Mühle hat ihren Standort am Rathausplatz in der Mittelstadt Wegberg im Kreis Heinsberg. Das Mühlengebäude steht in zentraler Lage zwischen der Burg Wegberg und der Pfarrkirche in enger Nachbarschaft mit der Stadtverwaltung Wegberg. Der Wasserspiegel des damals vorgelagerten Mühlenweihers, dem heutigen Weiher, des Stadtparks, liegt bei 63 m ü.NN.

## Gewässer
Die Wegberger Mühle erhielt ihr Wasser von einem großen, vorgelagerten Mühlenweiher, der von der Schwalm durchflossen wurde. Nur wenige Meter vor den Mühlenweiher vereinen sich die Schwalm und der Beeckbach.
„Die Schwalm als Erlebniswelt“ – so eine Pressemeldung am 25. Februar 2012. In der Nähe der Wegberger Mühle und des Stadtweihers baut der Schwalmverband die Schwalm als eine Erlebniswelt aus. Ziel ist es, den naturnahen Verlauf des Flusses durch ein breites Flussbett und den flachen Ufern zum neuen Lebensraum für viele Pflanzen- und Tierarten werden zu lassen. Die Bepflanzung soll bis Ende März 2012 abgeschlossen sein.
Nur wenige Kilometer von der Schwalmquelle entfernt ist der Naturpark «Wassererlebnis Schwalm» errichtet worden. Die neu entstandene Wasserlandschaft ist im Stadtpark gelegen und schließt sich an die Wegberger Mühle an.

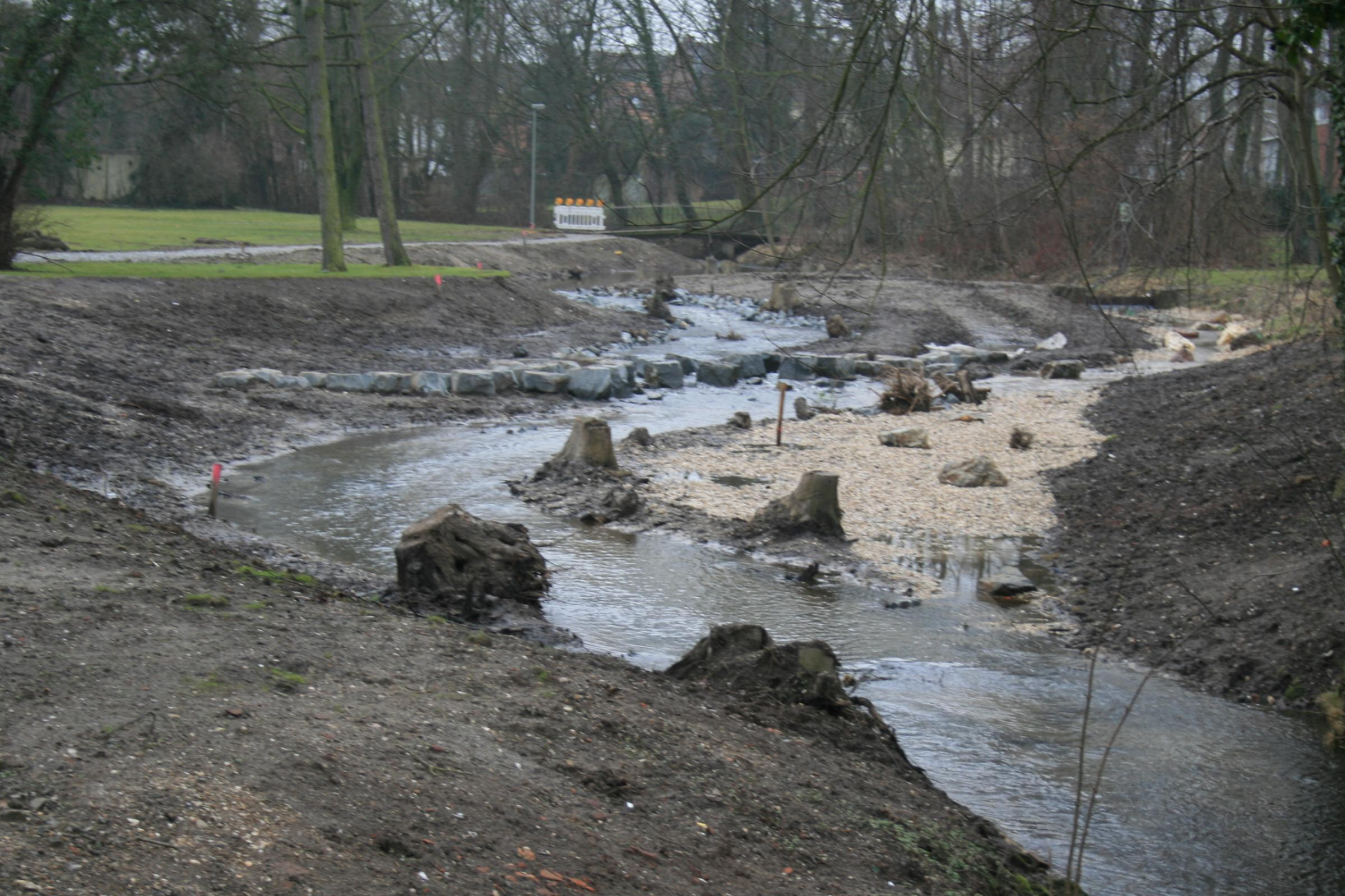
Die Schwalm als Erlebniswelt
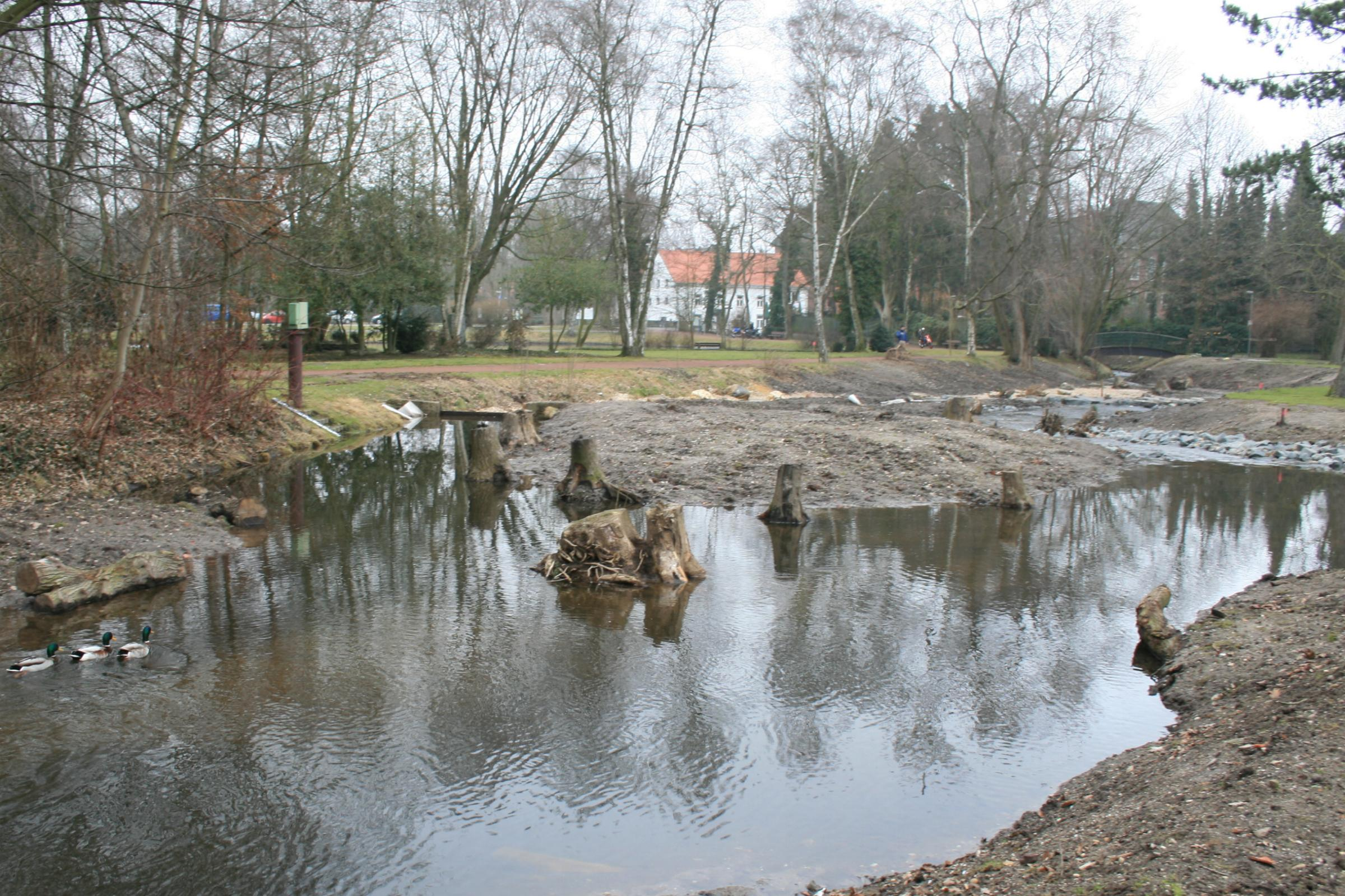
Schwalmausbau, im Hintergrund die Wegberger Mühle
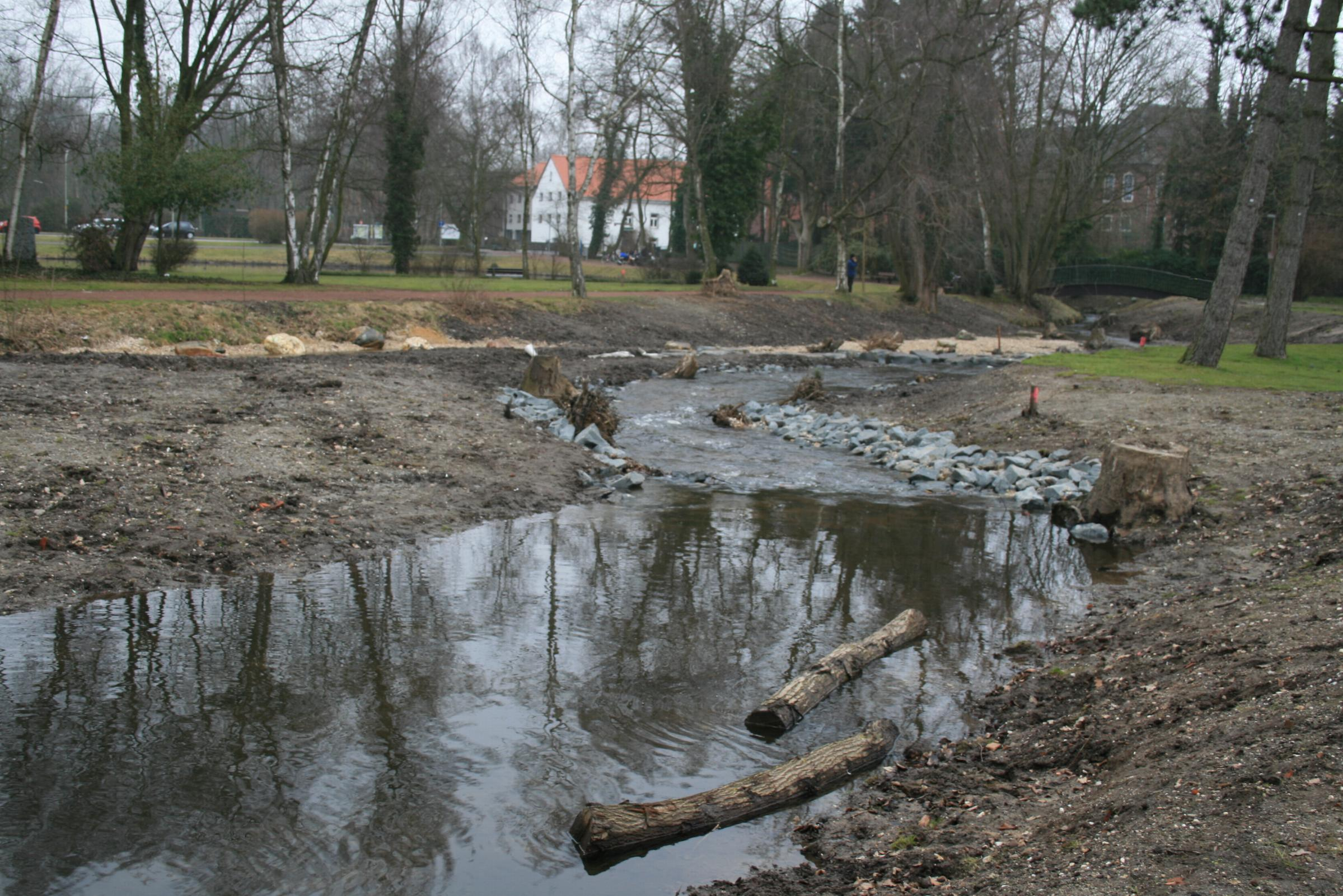
Neues Flussbett der Schwalm in Wegberg
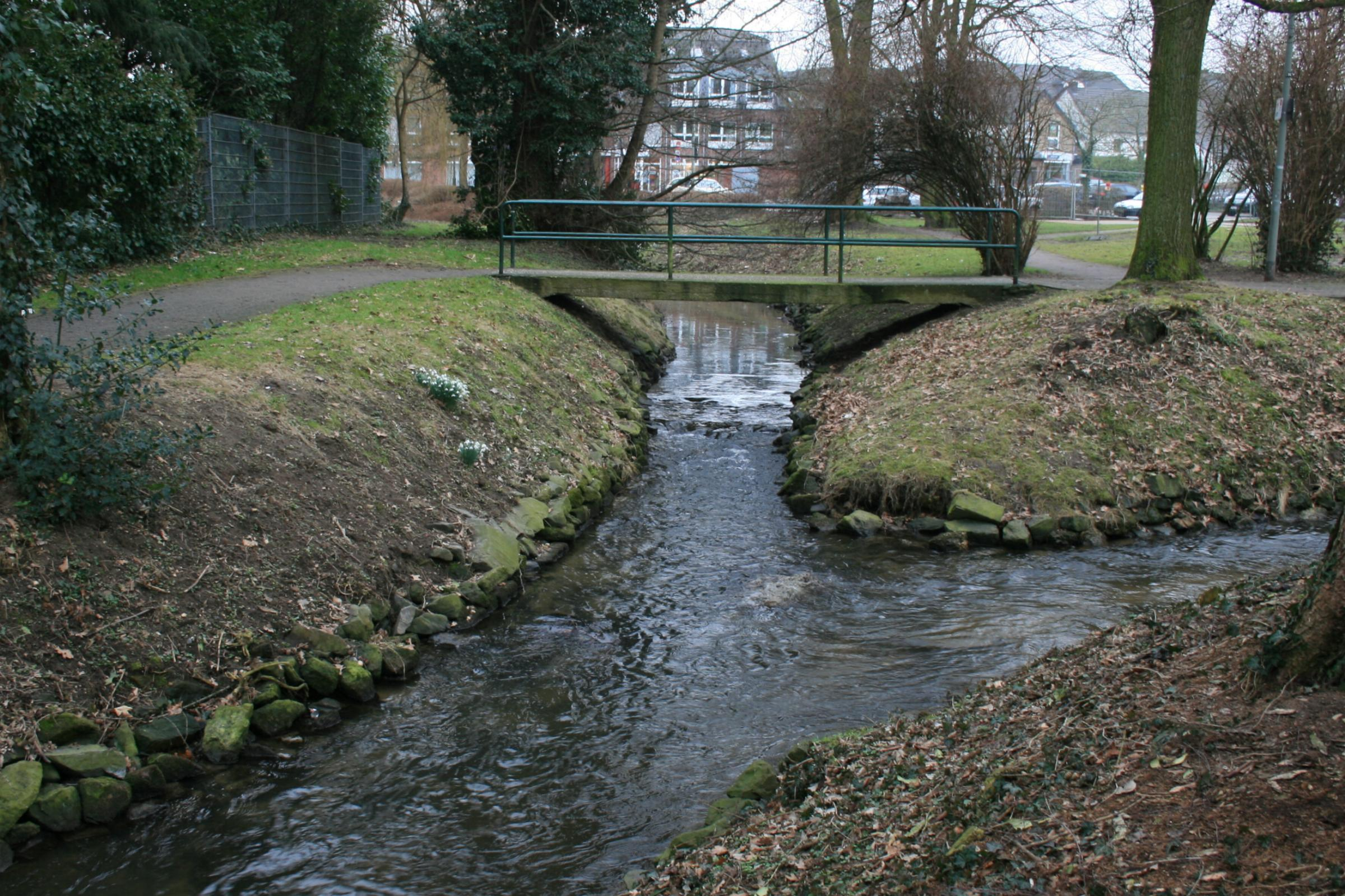
Zusammenfluss von Beeckbach links und Schwalm
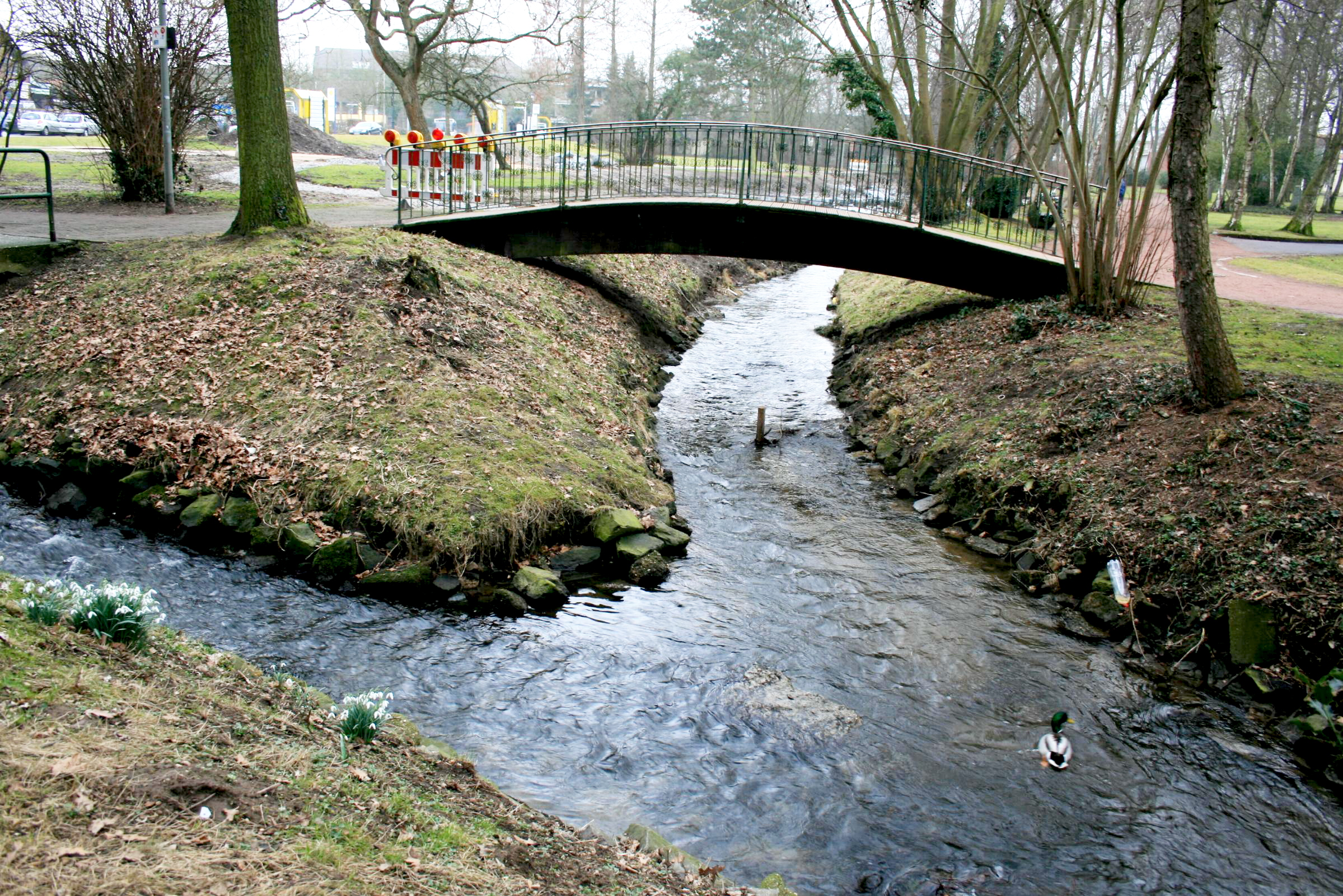
Schwalm rechts und Beeckbach vereinen sich

## Geschichte
Die Wegberger Mühle, auch Ramachers Mühle genannt, ist eine ehemalige Öl- und Kornmühle, die an der Schwalm zentral zwischen Burg und Kirche liegt. 1560 gelangt sie durch Kauf an die neuen Besitzer der Burg Wegberg, die Herren von Nesselrode zu Ehreshoven. Diese verpachten die Mühle. Eine überlieferte Zeichnung aus dem Jahre 1726 lässt vermuten, dass die Mühle wirtschaftliche Bedeutung hatte. Im Besitz derer von Nesselrode blieb die Mühle bis in die zweite Hälfte des 19. Jahrhunderts.
Der Name Ramachers Mühle geht zurück auf die Müllerfamilie Ramachers, die die Mühle nach Mitte des 19. Jahrhunderts erwarb und diese bis zuletzt betrieb. Zu der nur wenige Meter nach der Vereinigung des Beeckbaches mit der noch jungen Schwalm gelegenen Mühle gehörte ein großer Mühlenteich. Auf ihn geht der heutige Weiher des Stadtparks zurück. Das Stauen des Wassers und die daraus resultierenden häufigen Überschwemmungen sorgten lange Zeit für Beschwerden der Wegberger Einwohnerschaft. 1927 kaufte die Gemeinde Wegberg das Staurecht; die Nutzung des Wasserrades wurde aufgegeben und die Mühle mit einem Elektromotor weiter betrieben. 1960 wurde der Mahlbetrieb ganz eingestellt. 2004 erfolgte der Kauf des zum Teil denkmalgeschützten Gebäudes durch die Stadt Wegberg. Das Gebäude wurde umgebaut und dient der Stadt Wegberg seit 2009 für kulturelle Zwecke. Der Historische Verein Wegberg e. V. fand in der Wegberger Mühle sein Domizil und unterhält hier Vereins- und Versammlungsräume sowie eine Bücherei. Am 14. März 2020 eröffnete in der Wegberger Mühle ein Eiscafé, außerdem ist in der Mühle ein Tourist-Info-Punkt untergebracht.

## Denkmaleintrag
Wegberger (Ramachers) Mühle. Backsteinmühlengebäude, später überputzt; fünfachsig; davon eine Fensterachse verbreitert; links Mahlraum mit kompletter Ausstattung. Die Mühle wurde 2004 von der Stadt Wegberg gekauft und anschließend restauriert. Die Einweihung der neuen Räumlichkeiten erfolgte im Juli 2009. (Baudenkmal Nr. 141).

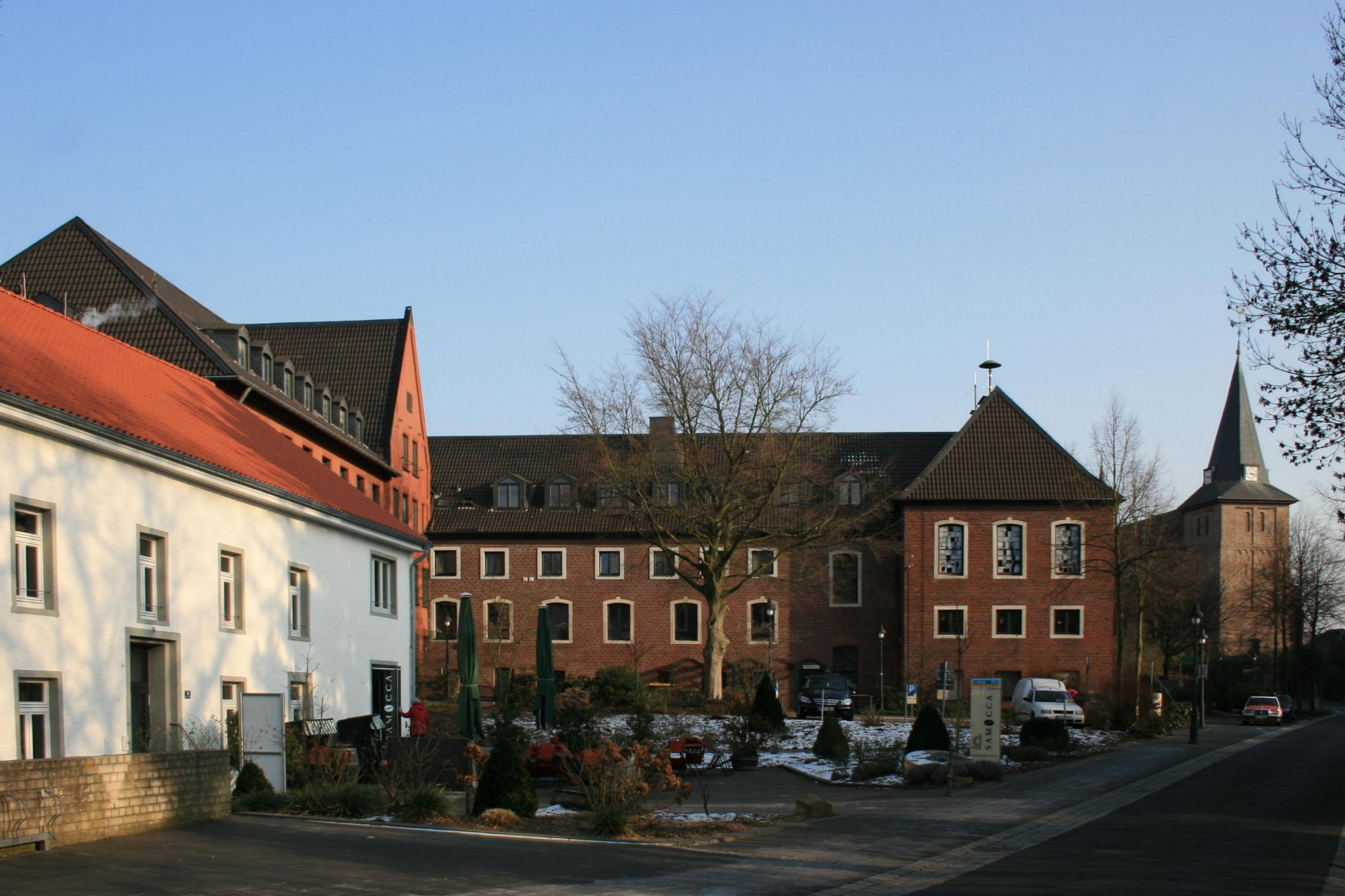
Wegberger Mühle mit Verwaltung und Kirche
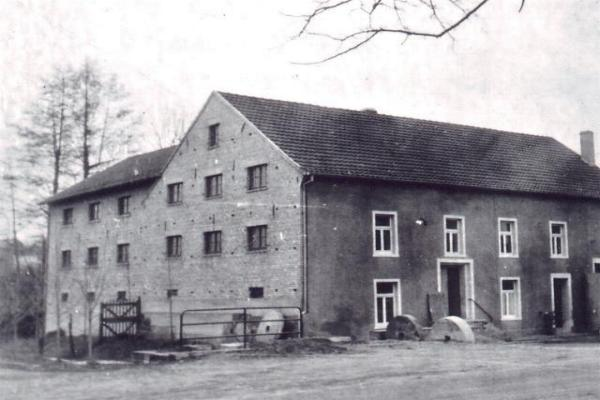
Die Wegberger Mühle um 1950
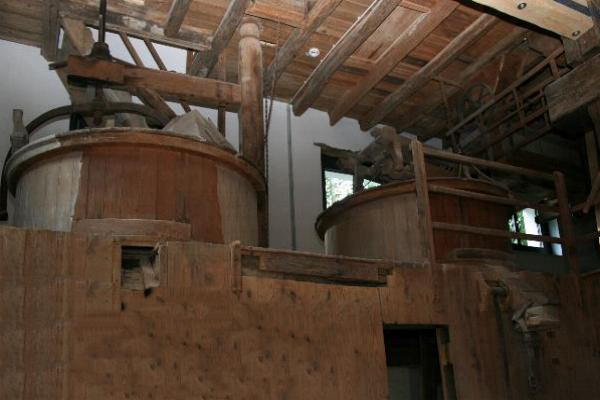
Die Mahlwerke der Mühle
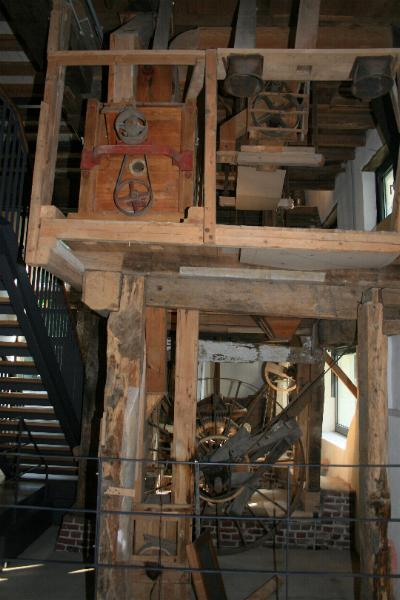
Elektrische Antriebskraft der Mühle
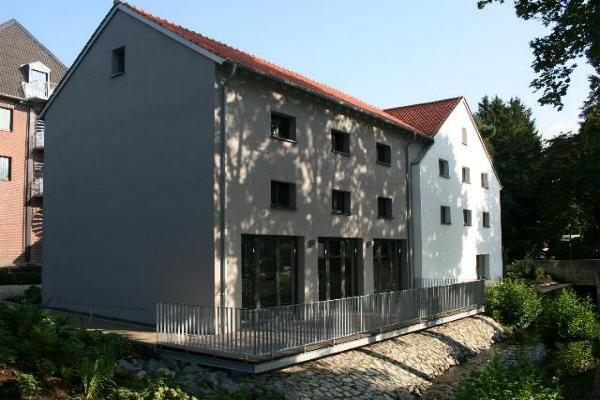
Mühlenansicht von der Schwalmseite
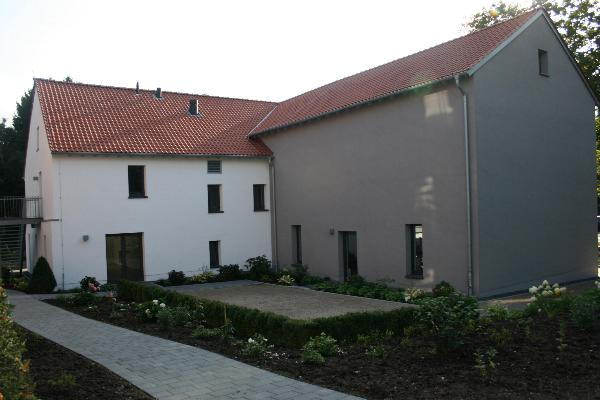
Mühlenansicht von der Verwaltungsseite